# San Isidro la Laguna, Quintana Roo
San Isidro la Laguna är en ort i Mexiko.   Den ligger i kommunen Bacalar och delstaten Quintana Roo, i den östra delen av landet, 1 100 km öster om huvudstaden Mexico City. San Isidro la Laguna ligger 24 meter över havet och antalet invånare är 860.
Terrängen runt San Isidro la Laguna är mycket platt. Runt San Isidro la Laguna är det glesbefolkat, med 15 invånare per kvadratkilometer. Närmaste större samhälle är Bacalar, 14,7 km söder om San Isidro la Laguna. I omgivningarna runt San Isidro la Laguna växer i huvudsak städsegrön lövskog.